# Passatge Piera
El passatge Piera de l'Hospitalet de Llobregat (Barcelonès) és un conjunt protegit com a bé cultural d'interès local.

## Descripció
És un conjunt d'habitatges d'una sola planta que segueix la tipologia de passadís. Hi ha dues fileres de cases articulades a partir d'un pati central pel qual s'accedeix als habitatges, llevat de dos que tenen façana al carrer. La composició dels edificis és molt senzilla. La façana presenta obertures rectangulars: una porta i dues finestres adornades amb petits relleus. Els respiralls són quadrats adornats per un cercle. L'edifici està rematat per una balustrada de pedra dividida per pilastres.